# Kulturåret 1799

## Händelser
- okänt datum – Stenborgs Teater stängs.

## Nya verk
- Maximum seu archimetria av Thomas Thorild
- La Nouvelle Justine och Histoire de Juliette, sa sœur av markis de Sade

## Födda
- 1 januari – Ifwares Daniel Andersson (död 1870), svensk dalmålare.
- 13 mars – Maria Dorothea Dunckel (död 1878), svensk författare.
- 13 april – Ludwig Rellstab (död 1860), tysk skriftställare och poet.
- 20 maj – Honoré de Balzac (död 1850), fransk författare.
- 26 maj – Aleksandr Pusjkin (död 1837), rysk författare.
- 16 juli – Lars Gabriel Branting (död 1881), svensk gymnast och kompositör.
- 4 augusti – Wilhelm Uddén (död 1868), svensk tonsättare och pianist.
- 27 september – Carl Götzloff (död 1866), tysk konstnär.
- 31 oktober – Maria Fredrica von Stedingk (död 1868), svensk tonsättare.
- 31 december – Thomas Täglichsbeck (död 1867), tysk violinist, tonsättare och dirigent.

## Avlidna
- 18 maj – Pierre de Beaumarchais, 67, fransk dramatiker.
- 10 juni – Chevalier de Saint-Georges, 53, fransk violinist, dirigent och tonsättare.
- 24 oktober – Carl Ditters von Dittersdorf, 59, österrikisk tonsättare och violinist.
- okänt datum – Marija Zubova (född 1749), rysk tonsättare.